# The Puppet Master
The Puppet Master jedanaesti je studijski album danskog heavy metal sastava King Diamond. Diskografska kuća Metal Blade Records objavila ga je 21. listopada 2003. Ograničeno izdanje uključuje DVD na kojem King Diamond priča priču o Puppet Masteru ("Gospodaru lutaka"). Konceptualni je album s pričom koja govori o mladom paru koji odlazi gledati lutkarsku predstavu u Budimpešti 1700-ih, a na kraju ih Učitelj lutaka i njegova žena pretvaraju u nemrtve lutke.

## Povijest
Album počinje na kraju povijesti, s naratorom koji vodi monolog dok "visi" na zidu, dok vani u noći pada snijeg. On se prisjeća svog života prije trenutne nevolje, dajući male naznake o užasima kojima je bio prisiljen svjedočiti i kojima je bio podvrgnut ("Midnight").
Povijest se vraća osamnaest godina prije, na noćnu lutkarsku predstavu u Budimpešti tijekom Božića. Ova lutkarska predstava poznatiji je po svojim "grotesknim" lutkama u prirodnoj veličini i po neobjašnjivoj sposobnosti Majstora lutaka da ih natjera da plešu bez žica u finalu predstave. Narrator, jednog od gledatelja, uznemiruje pomisao da ga je jedna od lutaka, Mali bubnjar, gledala kao da je "živa". Također primjećuje da lutka krvari ("The Puppet Master").
Na kraju predstave, pripovjedač upoznaje Viktoriju, mladu damu koja dijeli njegove osjećaje o lutkarskoj predstavi. Njih dvoje smatraju da je predstava bila "magija", što narrator tvrdi da također vidi je u Victorijinim očima. Njih dvoje razgovaraju i uče više jedno o drugome, što je kulminiralo time da ju je narrator poljubio. Para započinja zajednički život. Iako godinu kasnije Victoria se ne uspijeva vratiti kući nakon što je otišla pogledati još jednu lutkarsku predstavu, a strahoviti pripovjedač kreće u noć da je pronađe ("Magic").
U potrazi za Victorijom, narrator primjećuje Emerenciju, debelu ženu Gospodara lutaka, kako izlazi iz podruma kazališta s nožem, vrećom i kolicima. Znatiželjan, on slijedi. Na svoj užas svjedoči kako Emerencia brutalno ubija beskućnika, noseći njegovo tijelo sa sobom u kazalište. Pazi da krv ne prolije s tijela, držeći nož u tijelu svoje žrtve. Primijetivši da su vrata ostala otvorena, narrator pokušava slijediti Emerenciju dolje u podrum, ali ga nevidljivi napadač onesvijesti ("Emerencia").
Narrator se budi na podu podruma, vezan i okružen lutkama. Dok se oči prilagođavaju mraku, dolazi do spoznaje da su lutke doista napravljene od tijela ljudi. Nakon što je pažljivo proučio jednu od njih, shrvan je kad otkrije da jedna od lutaka ima potpuno iste plave oči kao njegova voljena Victoria, što potvrđuje njegove najgore strahove ("Blue Eyes").
The Puppet Master i Emerencia tada ulaze u podrum i počinju izvoditi demonski ritual kako bi pripovjedača pretvorili u drugu lutku. Najprije Gospodar lutaka izgovara bajanje kako bi pokorio pripovjedačev um, no prestrašeni pripovjedač "šutira" policu, srušivši i razbivši staklenku, čiji se sadržaj otkriva kao krv ljudi. To razbjesni Gospodara lutaka, no ritual se nastavlja. Narratoru je oduzeta duša, a oči su dobile "vječni život" zbog preranog razbijanja krvlju napunjene posude ("The Ritual").
Zatim se nađe privezan za bolnički krevet za drugi i posljednji dio rituala. Gospodar lutaka i njegova žena stoje ispred njega sa skalpelom. Majstor lutaka se naginje nad njim i kaže: "Prvo tvoje oči... zatim tvoja koža... učinit ćemo da se osjećaš ponovno rođenim," i počina mu rezati oči. The Puppet Master ("Gospodar lutaka") koristi instrument da izvuče očne jabučice iz njihovih duplji, režući živce koji drže oči na mjestu. Majstor zatim stavlja očne jabučice u očne šupljine lutke, dovršavajući posao. Nova lutka se stavlja na policu s ostalima, dok se ostatak tijela pripovjedača rješava ("No More Me").
Narrator, u svom novom lutkovom obliku, može vidjeti i osjećati, ali se inače ne može pomaknuti i ne može spavati. Uz Victorijom, koja je smještena na polici preko puta njega, još uvijek mogu "komunicirati [svojim] očima", pitajući se zašto su bili podvrgnuti ovom užasu. Paru se daju injekcije krvi, što im daje pokretljivost pod vodstvom Gospodara, koji ih s ljubavlju naziva svojom "djecom". Nakon što ih injekcije prvi put uspješno reanimiraju, vraćaju se na svoje police u podrumu ("Blood to Walk").
Majstor nastavlja obučavati pripovjedača i Victoriju za svoje nadolazeće lutkarske predstave. Injekcije krvi traju najviše sat vremena prije nego što njihovi učinci posustanu; pripovjedač opisuje pakleni proces kao beskrajni ciklus življenja i umiranja. Jedne noći, Gospodar odlučuje pokušati natjerati Victoriju da pleše bez žica, unatoč njezinom strahovitom protestu. Kao rezultat, Victoria zakuca u police krv i razbije šest staklenki. Za kaznu, Gospodar izjavljuje da ona mora biti poslana u drugo lutkarsko kazalište u Berlinu ("Darkness").
Narrator je slomljenog srca, znajući da će ponovno izgubiti Victoriju i bespomoćan je da to spriječi. Njih dvoje razgovaraju posljednji put dok je narrator tješi. U očaju, narrator se zaklinje da će pronaći Victoriju, a ako ne uspije, ponovno će se ujediniti s njom u smrti. Para izjavljuje ljubav jedno drugome i u suzama se opraštaju ("So Sad (Ghost's Song)").
Gospodar priređuje svoju godišnju božićnu predstavu, a pripovjedač glumi novog Dječaka bubnjara. Bez Victorije, narrator je melankoličan i očajnički želi izbjeći svoju sudbinu, iako je prisiljen glumiti. Kao osvetu, on namjerno pada na pozornicu, razbija bubanj i vjerojatno uništava cijelu predstavu ("Christmas").
Zbog svojih postupaka tijekom predstave u Božici, pripovjedač biva prodan u drugu trgovinu, gdje je njegovo tijelo lutke pričvršćeno za zid, s čavlom zabijenim u grlo. Povijest se vraća u sadašnje vrijeme, dok pripovjedač opisuje kako se, u osamnaest godina otkako je prodan, proširila glasina da će sin i kći Učitelja lutaka otvoriti novo lutkarsko kazalište za djecu, opisujući kako će to "biti krvavi nered." Narratorov izgled plaši one koji ulaze u dućan jer naslućuju da s njim nešto nije u redu i primjećuju kako ih prati očima. Album i njegov povijest završavaju tako što pripovjedač priznaje da nikada nije pronašao svoju voljenu Victoriju, tužno se pitajući gdje je ona. Njemu nepoznata, Viktorija se pita gdje bi i on mogao biti ("Living Dead").

## Popis pjesama
Tekstovi: King Diamond, glazba: King Diamond, osim gdje je navedeno drugačije.
| 1.    | »Midnight«          |                        | 1:55 |
| 2.    | »The Puppet Master« |                        | 4:41 |
| 3.    | »Magic«             | La Rocque              | 4:57 |
| 4.    | »Emerencia«         |                        | 5:20 |
| 5.    | »Blue Eyes«         |                        | 4:24 |
| 6.    | »The Ritual«        | La Rocque              | 5:03 |
| 7.    | »No More Me«        | Diamond, Matt Thompson | 3:16 |
| 8.    | »Blood to Walk«     |                        | 5:32 |
| 9.    | »Darkness«          | La Rocque              | 4:38 |
| 10.   | »So Sad«            |                        | 4:38 |
| 11.   | »Christmas«         |                        | 5:18 |
| 12.   | »Living Dead«       |                        | 6:07 |
| 55:47 |                     |                        |      |

| Bonus DVD | Bonus DVD                                           | Bonus DVD | Bonus DVD | Bonus DVD | Bonus DVD | Bonus DVD | Bonus DVD | Bonus DVD | Bonus DVD |
| Br.       | Skladba                                             | Trajanje  |           |           |           |           |           |           |           |
| --------- | --------------------------------------------------- | --------- | --------- | --------- | --------- | --------- | --------- | --------- | --------- |
| 1.        | »King Diamond Tells the Story of the Puppet Master« | 30:33     |           |           |           |           |           |           |           |
| 30:33     |                                                     |           |           |           |           |           |           |           |           |

## Zasluge
| King Diamond - King Diamond – vokal, klavijature - Andy La Rocque – gitara, klavijature - Mike Wead – gitara - Hal Patino – bas-gitara - Matt Thompson – bubnjevi Dodatni glazbenici - Livia Zita – dodatni vokal | Ostalo osoblje - Alex Solca – fotografije - Brian Ames – grafički dizajn, umjetnički smjer - Nick Sakahian – autor filma - Travis Smith – grafički dizajn - J. T. Longoria – miks, inženjer zvuka - Gary Long – mastering |